# Péter Magyar
Dans les noms hongrois, le nom de famille précède le prénom, mais cet article utilise l’ordre habituel en français, où le prénom précède le nom.
Péter Magyar (prononcé en hongrois [ˈpeːtɛr ˈmɒɟɒr]), né le 16 mars 1981, est un avocat et homme politique hongrois.
En 2024, il rejoint le Parti Respect et liberté (Tisza), une formation de centre droit qui se veut une alternative entre le Fidesz – parti au pouvoir depuis 2010 dont Magyar était jusqu'alors membre – et l'opposition historique à Viktor Orbán. Il est élu député européen en 2024.

## Biographie

### Jeunesse et famille
Péter Magyar naît à Budapest. Il rencontre Judit Varga le 1er avril 2005 lors d'une fête. Il la demande en mariage en août 2006. Ils ont trois fils, leur premier enfant, un fils nommé Levente, naît en 2008. La famille vit plusieurs années à Bruxelles avant de retourner à Budapest lorsque Varga est engagée pour un poste au ministère de la Justice (en),. Le couple annonce son divorce en mars 2023.
Sa famille occupe une place importante dans la politique hongroise. Son grand-père, Pál Erőss, est un juge qui anime une émission télévisée populaire sur des questions juridiques. Son grand-oncle et parrain, Ferenc Mádl, est président de la république de Hongrie de 2000 à 2005 et sa mère travaille dans le secteur judiciaire,,.

### Parcours politique
Avant d'entrer en politique dans une section locale du Fidesz, à l'époque parti d'opposition, Péter Magyar participe à la représentation juridique pro bono ainsi qu'à l'assistance des militants anti-gouvernementaux lors des manifestations de 2006 en Hongrie. Son rôle antérieur au sein du Fidesz est décrit de diverses manières comme un « initié puissant » et un « ancien fonctionnaire »,. Après que le Fidesz a pris le pouvoir lors des élections parlementaires hongroises de 2010, il est nommé fonctionnaire au ministère des Affaires étrangères. Un an plus tard, coïncidant avec la présidence hongroise de l'UE, il rejoint également la représentation permanente de la Hongrie auprès de l'Union européenne. En 2015, il rejoint le cabinet du Premier ministre. En septembre 2018, il prend la direction de la direction juridique européenne du MFB, une entreprise publique. Entre 2019 et 2022, il dirige le Centre de prêts aux étudiants.
Péter Magyar se fait d'abord connaître pour ses critiques à l'égard des membres du gouvernement après le scandale de la grâce présidentielle de Katalin Novák (en). Début février 2024, il est révélé que la présidente hongroise, Katalin Novák, a accordé une grâce présidentielle en avril 2023 à Endre Kónya, directeur adjoint d'un foyer pour enfants géré par l'État près de Budapest. Il avait contraint des enfants à dissimuler les abus sexuels commis par son supérieur, János Vásárhelyi, directeur du foyer. Le scandale donne lieu à des manifestations antigouvernementales exigeant la démission de Novák, ce qu'elle fait le 10 février 2024. Le même jour, l'ex-épouse de Magyar, Judit Varga, ancienne ministre de la Justice qui contresigne la grâce, annonce également sa démission de l'Assemblée nationale et son rôle de tête de liste du parti Fidesz aux élections du Parlement européen de juin 2024. Elle va même jusqu'à se retirer de la vie politique.
Quelques heures après l'annonce par son ex-femme de son retrait de la politique, Péter Magyar publie un message sur Facebook déclarant qu'il démissionnera de ses fonctions dans deux entreprises publiques et qu'il renoncera à son siège au conseil d'administration d'une troisième, MBH Bank (hu). Il écrit que ces dernières années lui ont fait comprendre que l'idée d'une « Hongrie nationale, souveraine et bourgeoise » déclarée comme l'objectif du gouvernement de Viktor Orbán est en fait un « produit politique » servant à masquer la corruption massive et les transferts de pouvoir et de richesse à ceux qui ont les bonnes relations.
Au cours des semaines suivantes, Péter Magyar mène un certain nombre d'entretiens avec les organes de presse indépendants les plus lus de Hongrie, notamment Partizán, Telex.hu et 444.hu, dans lesquels il critique largement le gouvernement, en particulier le ministre du Cabinet du Premier ministre, Antal Rogán. Il affirme que pendant son mandat à la tête de l'organisme national de prêts étudiants, il a été contraint de favoriser les proches d'Orbán dans les appels d'offres publics et a été soumis à des pressions sur certains aspects de son divorce. Sa première interview, dans laquelle il affirme que « quelques familles possèdent la moitié du pays », est vue plus de deux millions de fois en mars 2024. Péter Magyar continue de publier des articles critiques à l'égard de personnalités associées au gouvernement dans les jours suivants, affirmant que des personnes proches ou liées au Premier ministre, comme son gendre István Tiborcz, ont amassé d'énormes richesses cachées derrière des fonds de capital-investissement nationaux.
Le 15 mars 2024, il organise un rassemblement auquel participent des dizaines de milliers de personnes à Budapest, au cours duquel il annonce la formation d'un nouveau parti politique, Tisza (Respect et liberté). Crédité de 25 % des intentions de vote auprès des électeurs sûrs de leur choix, selon un sondage réalisé par l’institut Median auprès de 1 000 personnes en vue du scrutin européen du 9 juin. Un autre sondage, cité par Le Monde, le place au même moment aux alentours de 17 % des suffrages.

## Prises de position
Décrit comme « antisystème », le parti de Péter Magyar, Tisza, se veut « ni à gauche ni à droite ». L'Express le classe au centre droit et le décrit comme « attrape-tout ». Il critique à la fois l'opposition et le parti au pouvoir, le Fidesz. Aux yeux de l'analyste Andras Biro-Nagy, « Pour le moment Péter Magyar semble plus dangereux pour l’opposition que pour le Fidesz, mais il représente aussi une nuisance pour ce dernier ».
Sur le plan social, il a pour projet de « doubler les allocations familiales, revaloriser les plus petites retraites » et il souhaite aussi limiter le nombre de mandats en tant que député et Premier ministre à deux. Il veut aussi restaurer et garantir l'indépendance des médias.
Péter Magyar dit vouloir être plus proche de l'Union européenne que le parti au pouvoir, mais affirme que cette relation « ne nous empêchera pas d’être critiques le cas échéant ». Il prend malgré tout position en faveur d'une « Hongrie "libre" et "européenne" à rebours du modèle Orbán » et affirme vouloir intégrer le Parquet européen anticorruption. Son parti doit rejoindre le groupe du Parti populaire européen (PPE) au Parlement européen. Pour Andras Biro-Nagy, les positions des deux partis concernant l'Europe diffèrent en réalité assez peu, et leur politique vis-à-vis de l'étranger est semblable. 
Sur la question de l'invasion de l'Ukraine, le Fidesz et Péter Magyar se rejoignent partiellement. Ils déclarent tous deux qu'ils « ne [délivreront] pas d’armes à l’Ukraine ». Magyar critique la situation de la minorité hongroise en Ukraine qui, selon lui, « ne [cesse] de se dégrader ». Le 18 juin 2024, il réaffirme son opposition à l'envoi d'armes ou de troupes hongroises en Ukraine, le justifiant par la « situation sensible de la Hongrie dans cette guerre », mais met en avant le « droit de l'Ukraine à se défendre » face à Vladimir Poutine qu'il présente comme « un agresseur ». Il déclare également que les membres de son parti « soutiendron[t] par tous les autres moyens et outils bien sûr [le] peuple ukrainien ». Selon un porte-parole du groupe PPE, sa prudence sur le sujet a pour objectif d'éviter la récupération de ses prises de position contre lui par la « machine de propagande d’Orbán ».

## Rôle dans des affaires judiciaires

### Témoignage dans l'affaire Schadl-Völner
Le 20 mars 2024, Péter Magyar témoigne pendant plusieurs heures au parquet métropolitain au sujet de l'affaire de corruption très médiatisée impliquant des pots-de-vin que le président des huissiers de justice Schadl György (hu) a versés à l'ancien secrétaire d'État à la Justice Pál Völner (en). Peu de temps après son témoignage, il annonce devant la presse qu'il dispose de preuves sous forme d'enregistrements audio qu'Antal Rogán ou ses associés ont manipulé des documents dans l'affaire afin de cacher des preuves qui incrimineraient Rogán. Dans une publication sur Facebook quelques jours plus tard, il promet de rendre publics les enregistrements le 26 mars 2024 à 9 h 0 du matin, date de son prochain rendez-vous pour témoigner et présenter les preuves aux procureurs. Il déclare qu'une fois que cela se produira, le procureur général Péter Polt (en) ainsi que l'ensemble du gouvernement Orbán n'auront d'autre choix que de démissionner.
Le 26 mars 2024, Péter Magyar rend l'enregistrement public. Il contient une discussion de deux minutes entre lui et son ex-femme Judit Varga sur l'affaire de corruption Schadl-Völner. Les commentaires de Varga impliquent le ministre Antal Rogán dans la falsification des preuves en faisant retirer son nom et/ou celui de ses associés des documents associés à l'affaire. Il remet l'enregistrement aux procureurs.

### Allégations de violence domestique
Le jour où Péter Magyar divulgue l'enregistrement dans lequel elle discute du rôle de Rogán dans l'affaire Schadl-Völner, Judit Varga publie deux articles sur Facebook accusant Péter Magyar de l'avoir agressée verbalement et physiquement tout au long de leur mariage. Elle affirme également que les déclarations qu'elle a faites sur l'enregistrement divulgué ont été obtenues de force lors d'une interaction avec Péter Magyar au cours de laquelle elle se sentait menacée. Plus tard dans la soirée, la chaîne YouTube Frizbi TV publie une interview de Varga dans laquelle elle donne plus de détails sur ses allégations. Elle raconte notamment comment, à plusieurs reprises, Magyar l'a enfermée dans une pièce sans son consentement, l'a poussée contre une porte alors qu'elle était enceinte et se promenait dans leur résidence commune en brandissant un couteau. Magyar qualifie les accusations de calomnie et affirme que son ex-femme est victime de chantage de la part du gouvernement. Selon lui, les médias gouvernementaux veulent seulement détourner l'attention de l'enregistrement audio,.